# Andy Burrows
Andrew William (Andy) Burrows (Winchester, Engeland, 30 juni 1979) is een Engelse drummer. Hij werd in 2009 lid van de band We Are Scientists. Van 2004 tot en met 2009 maakte hij deel uit van de band Razorlight.
Burrows werd ontdekt tijdens audities voor de vervanging van Christian Smith-Pancorvo, de originele drummer van Razorlight, die de band in 2004 verliet na het uitbrengen van het album. Sinds hij begon bij Razorlight, bracht de band twee albums uit: Razorlight en Slipway Fires. Zijn eerste optreden met Razorlight was bij Londons Bull and Gate op 25 mei 2004. 
Burrows schreef verschillende nummers voor Razorlight, zoals de hit America. Ook heeft hij meegeholpen aan Before I Fall to Pieces, samen met Johnny Borrell. Op 5 maart 2009 werd bekend dat hij de band verlaten had.
Burrows werd in 2009 lid van We Are Scientists. Daarnaast bracht hij eind 2012 het soloalbum Company uit, waarvan de single Hometown komt. In 2013 trad hij in Nederland solo op tijdens Pinkpop en in Utrecht op festival de Beschaving. Weining bekend bij het publiek is dat Andy Burrows ook de drummer was in de band ' Foregone Conclusion', de begeleidingsband van David Brent, een karakter van comedy acteur Ricky Gervais. Burrows is als drummer van de band te zien in de mockumentary ' Life on the Road' uit 2016.

## Discografie
- Zie discografie Razorlight.
- Zie discografie We Are Scientists.
- Zie discografie Smith & Burrows.

### Albums
| Album met eventuele hitnotering(en) in de Nederlandse Album Top 100 | Datum van verschijnen | Datum van binnenkomst | Hoogste positie | Aantal weken | Opmerkingen |
| ------------------------------------------------------------------- | --------------------- | --------------------- | --------------- | ------------ | ----------- |
| The colour of my dreams                                             | 26-05-2008            | -                     |                 |              |             |
| Company                                                             | 19-10-2012            | 27-10-2012            | 64              | 6            |             |

| Album met hitnotering(en) in de Vlaamse Ultratop 200 albums | Datum van verschijnen | Datum van binnenkomst | Hoogste positie | Aantal weken | Opmerkingen |
| ----------------------------------------------------------- | --------------------- | --------------------- | --------------- | ------------ | ----------- |
| Company                                                     | 2012                  | 27-10-2012            | 75              | 6*           |             |

### Singles
| Single met eventuele hitnotering(en) in de Nederlandse Top 40 | Datum van verschijnen | Datum van binnenkomst | Hoogste positie | Aantal weken | Opmerkingen                 |
| ------------------------------------------------------------- | --------------------- | --------------------- | --------------- | ------------ | --------------------------- |
| Hometown                                                      | 12-11-2012            | 01-12-2012            | tip3            | -            | Nr. 72 in de Single Top 100 |

| Single met hitnotering(en) in de Vlaamse Ultratop 50 | Datum van verschijnen | Datum van binnenkomst | Hoogste positie | Aantal weken | Opmerkingen                 |
| ---------------------------------------------------- | --------------------- | --------------------- | --------------- | ------------ | --------------------------- |
| Because I know that I can                            | 20-08-2012            | 22-09-2012            | tip43           | -            |                             |
| Hometown                                             | 2012                  | 19-01-2013            | 37              | 1*           | Nr. 17 in de Radio 2 Top 30 |

- Gemeinsame Normdatei: 1177151677
- MusicBrainz: 644760bc-83a3-4c42-ba7c-c19ab0c53d8e
- Virtual International Authority File: 967154983526867860001